# بلدية بورلوف
بلدية بورلوف ( التلفظ السويدي: ‎[ˈbʉ̌ːɭœv]‏؛ Burlövs kommun) هي بلدية في مقاطعة اسكونه في جنوب السويد، شمال مالمو مباشرة. يقع مقرها في أرلوف [الإنجليزية]، وهو مجتمع يُنظر إليه لأغراض جغرافية وإحصائية على أنه جزء من مالمو ( Malmö tätort).
تعد البلدية واحدة من عدد قليلمن البلديات في السويد، والوحيدة في سكانيا، والتي لا تزال تحتوي فقط على الكيان البلدي الأصلي الذي أُنشأ من الأبرشية القديمة في عام 1863 (راجع بلدية في السويد [الإنجليزية] ) ولم تدمج. إنها ثاني أصغر بلدية من حيث المساحة في الدولة بأكملها (بعد بلدية سوندبيباري).

## جغرافية
لا توجد في البلدية غابات أو بحيرات أو مجاري مائية، ولكن لديها وفرة من شبكات الكهرباء ذات الجهد العالي والطرق السريعة والسكك الحديدية، كما هو الحال على الخط الرئيسي من مالمو إلى شمال السويد. مثل باقي سكانيا، يستعمل الكثير من الأراضي للزراعة وهناك العديد من المزارع والمطاحن القديمة والمعالم السياحية الأخرى من القرون الماضية في المنطقة المجاورة.

## المناطق الحضرية
توجد ثلاث مناطق حضرية (تسمى أيضًا منطقة تاتورت أو منطقة محلية) في بلدية بورلوف، بما في ذلك أرلوف، والتي تعد من الناحية الإحصائية جزءًا من مالمو(*). تقع مالمو في الغالب في بلدية مالمو ولكن جزء منها يمتد إلى بلدية بورلوف.
أرلوف هي مدينة صناعية في وقت مبكر تهيمن عليها المباني السكنية متعددة الطوابق، مع طابع الطبقة العاملة. أكبر صناعاتها هو مصنع سكر أرلوف، حيث تُنقل كميات كبيرة من بنجر السكر من جميع أنحاء سكانيا.
يقع مركز أوراق الجحر في أرلوف. إنه مركز تسوق كبير في المنطقة.
تتكون أكراب ومنزل بورلوف الخاص من مناطق منازل منفصلة. لديهم طابع الضواحي حيث ينتقل الناس إلى المراكز التجارية ويعملون داخل المنطقة الحضرية في جنوب غرب سكانيا.

## سياسة
هيمن الحزب الديمقراطي الاجتماعي على السياسة البلدية تاريخياً، ولكن منذ انتخابات 2018 ، سيطر تحالف يميني بقيادة الحزب المعتدل وبدعم من الديمقراطيين السويديين على الحكومة البلدية.

## ينقل
يلتقي الطريقان السريعين الطريق الأوربيE6 والطريق الأوروبيE22 في أرلوف، ويشتركان في طريق جنوبًا نحو مالمو. يقع برلوف أيضًا على طول الخط الرئيسي الجنوبي، ويخدمه نظام قطار باجاتوجن للركاب.

## الديموغرافيا
زاد عدد سكان بلدية بورلوف بحوالي 1000 شخص بين عامي 1986 و 2003. يعود الجزء الأكبر من الزيادة السكانية إلى معدلات المواليد المرتفعة. لعبت معدلات الانتقال دورًا صغيرًا، وهي متساوية إلى حد ما، حيث – كما هو معتاد في المجتمعات الصغيرة – ينتقل الشباب وتنتقل العائلات التي لديها أطفال.

## الثقافة والتاريخ
يقع أرلوف بالقرب من الحقول الزراعية، حيث يمكن العثور على كنيسة بورلوف القديمة، في قرية بورلوف. واحدة من أقدم الكنائس في سكانيا، وقد ظلت في الغالب بالطريقة التيبُنيت بها في القرن الثاني عشر ، حيث صُنعت أقدم أجزائها بالخرسانة من الحجر الرملي.
يصور شعار النبالة بنجر السكر الذي كان الصناعة الرئيسية لفترة من الوقت (مثل مصنع السكر الكبير في أرلوف)، ونجمًا يرمز إلى مدرسة هافلان الشعبية الثانوية التي كانت من بين المجموعة الأولى من المدارس الثانوية الشعبية التي تأسست عام 1868.

## علاقات دولية
تُوأمةت البلدية مع:
 أنكلام، المانيا

## روابط خارجية
- الموقع الرسمي
- Coat of arms
- Hvilan Folk High School In Swedish only